# Rusk, Texas
Rusk là một thành phố thuộc quận Cherokee, tiểu bang Texas, Hoa Kỳ. Năm 2010, dân số của xã này là 5551 người.

## Dân số
- Dân số năm 2000: 5085 người.
- Dân số năm 2010: 5551 người.